# Докша
До́кша — деревня в Завьяловском районе Удмуртской Республики Российской Федерации.

## География
Стоит на правом берегу Камы, через деревню протекает река Докшанка. Напротив деревни по течению Камы лежит остров Докшанский, частично затопляемый при разливах Камы.

### Географическое положение
Расположена в 33 км к востоку от центра Ижевска и в 23 км от Завьялово.
Ближайшие населенные пункты
- д. Поварёнки (↗ 3.1 км)
- д. Северо-Мерзляки (↑ 3.3 км)
- д. Колюшево (← 3.6 км)
- поч. Сиверинский (↑ ≈4.2 км)
- д. Сидоровы Горы (↗ 4.9 км)

### Уличная сеть
- Заречная улица
- Молодёжная улица
- Набережная улица
- Пихтовая улица
- Рассветная улица
- Центральная улица
- Дачная улица

## История
Первое упоминание о деревне Докша встречается в описях 1621 года «Деревня Докши Старая на реке на Каме…». Согласно дозорной книге того же 1621 года в Докше было 11 дворов.
В материалах по статистике Вятской губернии от 1892 года имеется упоминание об основателях деревни Докши «Время переселения в эту местность жители не помнят, но первыми переселенцами были крестьяне деревни Вольховки Сайгадской волости Осинского уезда Пермской губернии». Возможно речь идёт о деревне Ольховке расположенной недалеко от г. Чайковского.
В переписи 1710 года в Докше было 12 дворов.
По данным десятой ревизии в 1859 году в 103 дворах удельной деревни Докша при реке Каме проживало 797 человек, работало 3 мельницы.
В 1904 году в Докше был открыт приход Пророко-Ильинской церкви. Но в 1931 году она была закрыта, а её здание передано под клуб.

### Административно-территориальная принадлежность
До революции Докша была центром Докшинской волости Сарапульского уезда Вятской губернии.
В 1923 году село вошло в Сарапульский район Сарапульского округа Уральской области, было центром Докшинского сельсовета. По данным на 1928 год село Докша включало 197 хозяйств с общим населением в 863 человека.
В 1935 году Докша вошла в состав Ижевского района Удмуртской АССР, а в 1937 году была передана в Завьяловский район. Указом Президиума РСФСР от 16 июня 1954 года Докшинский сельский Совет вливается в состав Гольянского сельского Совета.
До 25 июня 2021 года входила в состав Гольянского сельского поселения, упразднённое в связи с преобразованием муниципального района в муниципальный округ.

## Население
| 2003 | 2010 | 2012 |
| ---- | ---- | ---- |
| 448  | ↘330 | ↘320 |

### Национальный и гендерный состав
Согласно результатам переписи 2002 года, в национальной структуре населения русские составляли 82 % из 372 чел., из них 184 мужчин, 188 женщин.

## Инфраструктура
Главным предприятием деревни является ООО Агрокомбинат «Докшинский», преобразованный из одноимённого совхоза.

## Транспорт
Деревня доступна автотранспортом. Остановка общественного транспорта «Докша».